# Sv. Eligij v delavnici
Sv. Eligij v delavnici je slika v olju na hrastovem lesu staronizozemskega slikarja Petrusa Christusa. Dokončana je bila proti okoli leta 1449. Danes od leta 1975  hranijo v Metropolitanskem muzeju v New Yorku. Upodablja zlatarja, ki tehta poročni prstan za par za njim. Je ena bolj znamenitih slik slikarja, ki govori o njegovi zavezanosti slikarstvi Jana van Eycka.

## Ozadje
Cehi so imeli pomembno vlogo pri razcvetu Bruggea v 14. in 15. stoletju. Namenjeni so bili odpravljanju pomanjkljivosti konkurence, hkrati pa še naprej zagotavljali visok standard izdelave. Ceh zlatarjev iz Bruggea je imel velik ugled in privabljal stranke od daleč. Zlatarji so delali po pravilih ceha z odprtimi vrati in okni, včasih s povsem odprtim sprednjim delom, tako da so lahko vsi prosto videli, da ne delajo prevar.
Zavetnik zlatarjev je bil sveti Eligij, znan tudi kot Saint Eloy. Dolgo časa je bila tabla obravnavana kot portret Eligija v osebi zlatarja z dvema strankama. To interpretacijo je deloma navdihnil nemški trgovec z umetninami Merli iz zgodnjega 19. stoletja, ki je trdil, da ga je kupil kot portret Eligija od zadnjega preživelega antwerpenskega zlatarskega ceha (veliko zlatarjev se je v 16. stoletju iz Bruggea preselilo v Antwerpen), še posebej pa tudi zato, ker je bila sedeča oseba opremljena s halom.

## Opis
Na sliki je zlatarska delavnica, v kateri za mizo sedi mojster, za njim pa je mlad par v razkošnih oblačilih. V konveksnem zrcalu na mizi sta vidni še dve osebi, mlada moška v aristokratskih oblačilih; eden ima v roki sokola in gleda proti delavnici.
Zlatarja lahko precej zanesljivo identificiramo s svetim Eligijem, zavetnikom zlatarjev, bankirjev in menjalcev denarja. To potrjujejo raziskave, saj se je slika nahajala v kapeli zlatarskega ceha v Bruggeu, posvečena sv. Eligiju. Bil je priljubljen zaveznik zlatarjev. Po legendi je deloval na dvoru merovinškega kralja Klotarja II. (584―629). Upodobljen je z zlatarsko tehtnico pri tehtanju prstana. Njegov pogled je usmerjen navzgor in ne sledi temu kar počne. Ženin gleda zlatarju čez ramo in nadzoruje tehtanje, mladenka pa je že iztegnila roko in prst, da bo mojster preizkusil če ustreza.
Delavnica je tudi prodajalna, ki prikazuje prava mala tihožitja: kovinsko posodje na zgornji polici, zlatarske izdelke in material - rdečo koralo, dragulje različnih barv, biseri itd. Na mizi so uteži in zlatniki, pa tudi zrcalo v katerem se vidi del mestnega trga z moškima v razgovoru. Poročni trak usmerja pogled k napisu, ki sporoča, da je sliko naslikal Petrus Christus leta 1449. Vse podrobnosti so naslikane zelo realistično, vključno zareze na pultu ali praske na zrcalu.
Med predmeti so tudi posebnosti značilne za pozni srednji vek in renesanso kot na primer kupa iz kokosovega oreha na levem robu spodnje police. V srednjem veku so verjeli, da kokos nevtralizira strup. Še učinkovitejši so bili koničasti kamni, dva primerka z zlato oprijemalko visita na steni nad koralo.

## Interpretacija
Kljub na videz žanrski upodobitvi, slika nosi globlje sporočilo, opozarja na moralistično temo opominjanja na prave vrednote krščanskega življenja in duhovnost v nasprotju z materialnimi vrednotami. Tehtanje namiguje na Poslednjo sodbo, to kaže tudi zlatarjev odmaknjen pogled, ki ga ne skrbi natančno tehtanje.
Motiv tehtanja zlata se v staronizozemski umetnosti povezuje z omenjeno moralistično temo in opominja na Poslednjo sodbo.

## Poreklo
Slika je bila morda naslikana za zlatarski ceh Bruggea. Prvi znani lastnik je bil A. Merli v Bremnu v Nemčiji. 11. septembra 1815 jo je prodal, sklop 144, v Frankfurtu ob Majni. Nekaj časa je bila v lasti Silberberga. Dobil jo je Gerhard Seibel, Elberfeld. Posodil jo je Central-Museum zu Dusseldorf. Sledi lastništvo Salomona Oppenheima, mlajšega v Kölnu in nato njegovega vnuka Alberta, Freiherrja von Oppenheima iz Kölna. Prodal jo je Rudolfu Lepkeju v Berlin, sklop 6, 19. marca 1918, Busch, Mainz. Šla je skozi roke Y. Perdouxa iz Pariza. Leta 1920 jo je prevzel Philip Lehman iz Perdouxa. Leta 1975 jo je Robert Lehman, sin Phillipa, prenesel v Metropolitanski muzej umetnosti.